# Vijfkleurenbaardvogel
De vijfkleurenbaardvogel (Capito quinticolor) is een vogel uit de familie Capitonidae (Amerikaanse baardvogels). 

## Verspreiding en leefgebied
Deze soort komt voor in westelijk Colombia en noordwestelijk Ecuador.

## Status
De grootte van de populatie is in 2020 geschat op 6.000-10.000 volwassen vogels. Op de Rode lijst van de IUCN heeft deze soort de status gevoelig.